# Marc-Antoine Laugier
Marc-Antoine Laugier (Manosque, 22 gennaio 1713 – Parigi, 5 aprile 1769) è stato un teorico dell'architettura e storico dell'architettura francese, che con la sua opera contribuì al dibattito teorico all'interno del neoclassicismo europeo.

## Biografia
Allievo dei gesuiti, Laugier entrò nell'ordine e, lasciata la natia Provenza, visse in diverse città, maturando una grande cultura in vasti campi del sapere e dimostrando capacità come predicatore, tanto da leggere i propri sermoni anche a corte, dopo il suo trasferimento a Parigi. Spirito originale e vivace, fu apprezzato anche dagli enciclopedisti e dai filosofi dell'Illuminismo, malgrado la loro spiccata insofferenza verso l'ordine dei Gesuiti.
Nel 1754 lasciò il suo ordine in seguito a sermoni eccessivamente critici pronunciati a Versailles ed entrò nell'ordine benedettino, dove divenne letterato. Proprio a questi anni, più precisamente al 1753 e al 1755, risalgono in effetti le due edizioni del celebre 'Essai sur l'architecture [Saggio sull'architettura], opera imprescindibile con la quale Laugier si proiettò di colpo nel brillante firmamento della critica architettonica. Morì, infine,  il 5 aprile 1769, all'età di 56 anni.

## Pensiero: l'Essai sur l'architecture
(John Summerson)

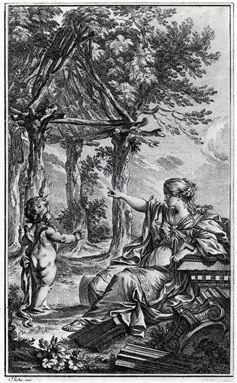
Frontespizio dellEssai sur l'architecture ed 1755

Nel 1753 Laugier pubblicò in forma anonima la prima edizione dell'Essai sur l'architecture a cui seguì nel 1755 la seconda edizione revisionata e firmata, subito tradotta in inglese e in tedesco (in Italia, dove pure godette di una grandissima fortuna critica tra gli architetti e gli studiosi, stranamente ciò non avvenne). Secondo il giudizio di Laugier, magistralmente condensato nell'Essai, un'architettura per dirsi di qualità deve essere necessariamente legittimata dalla Natura e dalla Ragione - tesi che risente grandemente del buon selvaggio di Jean-Jacques Rousseau e del pensiero dei filosofi illuministi - e, inoltre, deve essere assolutamente spoglia da tutti quegli elementi che, privi di connotati prettamente strutturali, rispondono esclusivamente a esigenze di tipo esornativo, ornamentale: «ogni bellezza risiede soltanto nelle parti essenziali», sentenzia succintamente il Laugier, con una sensibilità che rinvia esplicitamente alle future riflessioni architettoniche della Modernità (che pure si innesta sull'aut-aut vigente tra estetica e funzionalismo). Il saggio influenzò notevolmente l'estetica architettonica neoclassica, che cominciava ad affermarsi in opposizione al barocco e al rococò, lasciando la propria impronta nella produzione di numerosi progettisti, a partire da Étienne-Louis Boullée; Laugier, tra l'altro, fu anche tra i primi a svalutare l'architettura romana e riscoprire l'architettura greca e l'ordine dorico, come fonte originaria del classicismo ed a rivalutare l'architettura gotica (in alcuni passi del trattato si ipotizza addirittura la possibilità di un'architettura senza ordine).
L'edificio che più di tutti rispetta questo binomio tra Natura e Ragione è, secondo Laugier, anche quell'edificio che ha funto da nucleo generatore di ogni «magnifìcenza dell'architettura», costituendosi dunque come archetipo: si tratta della «capanna primitiva». Evidente, in tal senso, l'influsso esercitato dal pensiero di Laugier sul trattatista francese Quatremère de Quincy, per il quale la capanna - completamente priva di difetti e imperfezioni, diversamente dagli altri due archetipi della caverna e della tenda, di egiziana e cinese memoria - è stata l'unica opera edilizia in grado di imporsi come paradigma vincente e di consentire progressi qualitativi notevoli nell'arte edificatoria europea, portando allo sviluppo di tutti gli altri tipi edilizi. Laugier condensò queste riflessioni nel celebre frontespizio dell''Essai, magistrale sintesi grafica delle intenzioni e delle contraddizioni del saggio, dove troviamo raffigurata una paludata fanciulla sedere sulle rovine di qualche ordine classico consunto dall'inesorabile trascorrere del tempo: si tratta di una personificazione dell'Architettura, come notiamo dal compasso e dalla squadra (sempiterni simboli di tale mestiere) che trattiene nella mano. La matrona, avvolta in una veste dai mille drappeggi («un riferimento forse all'abbondante abbigliamento teorico che contraddistingue questa disciplina» osserva il Gaiani), addita a un paffuto genietto alato (infervorato da una fiamma sulla fronte, a simboleggiare la sua incandescente voglia di sapere) proprio la summenzionata capanna, formata da una robusta intelaiatura di strutture lignee su cui si innalzano alcuni rami arborei disposti a cuspide.